# Бежуда
Бежуда (авар. Бежу́да) — село в Тляратинском районе Дагестана. Входит в состав сельского поселения сельсовет Начадинский.

## География
Расположено в 14 км к северо-востоку от районного центра — села Тлярата, на правом берегу реки Мазадинка.

## Галерея

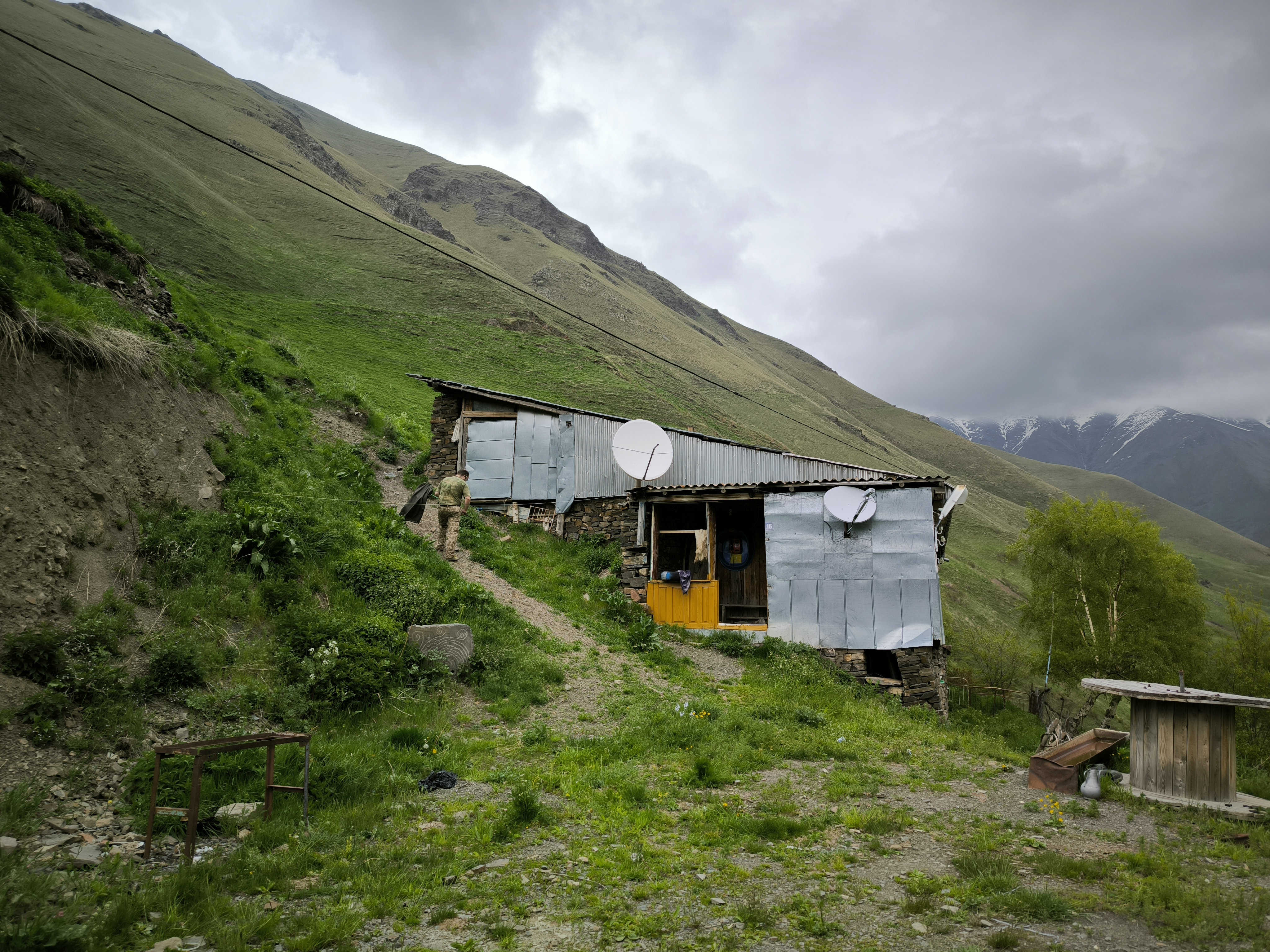
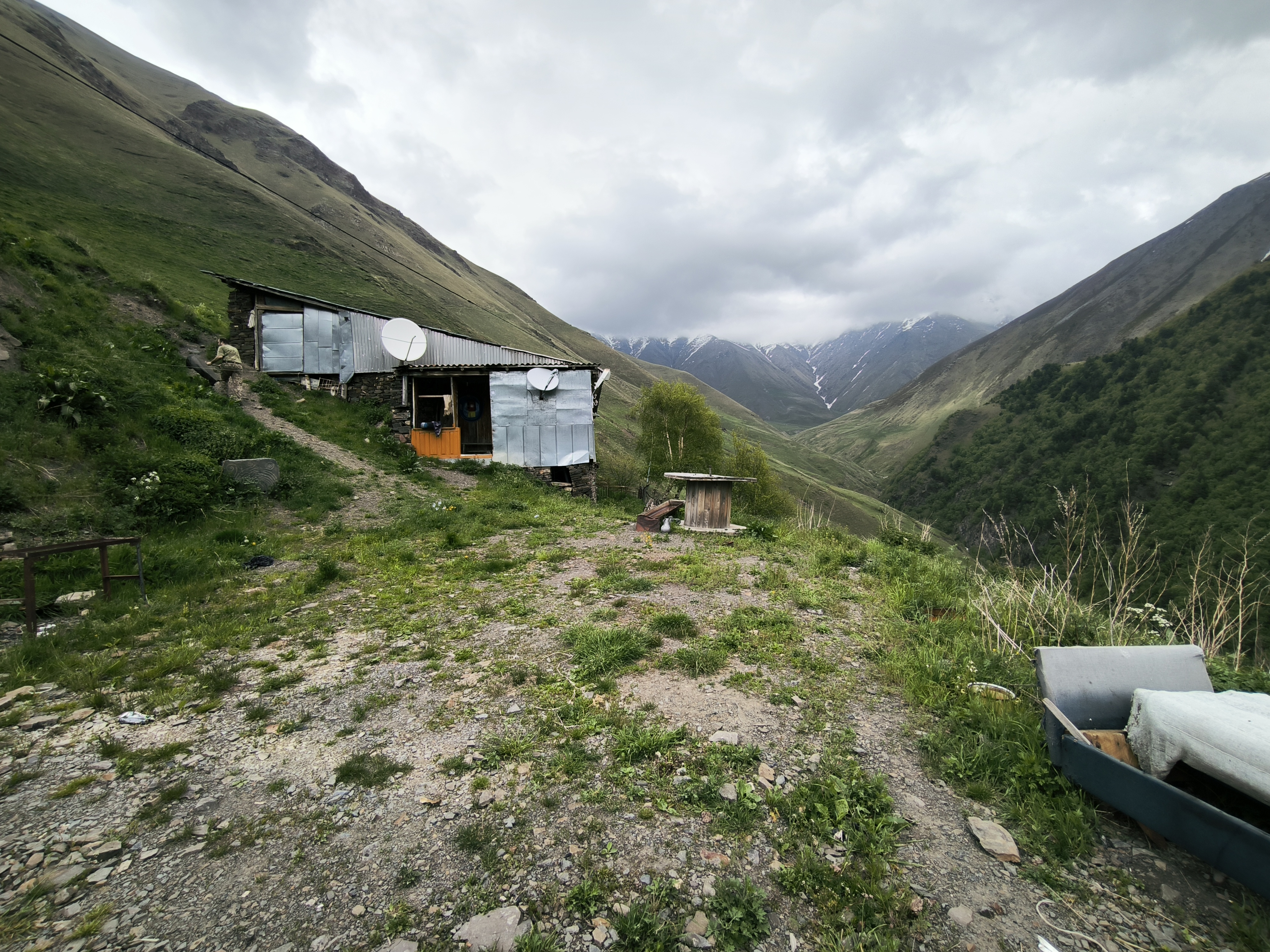
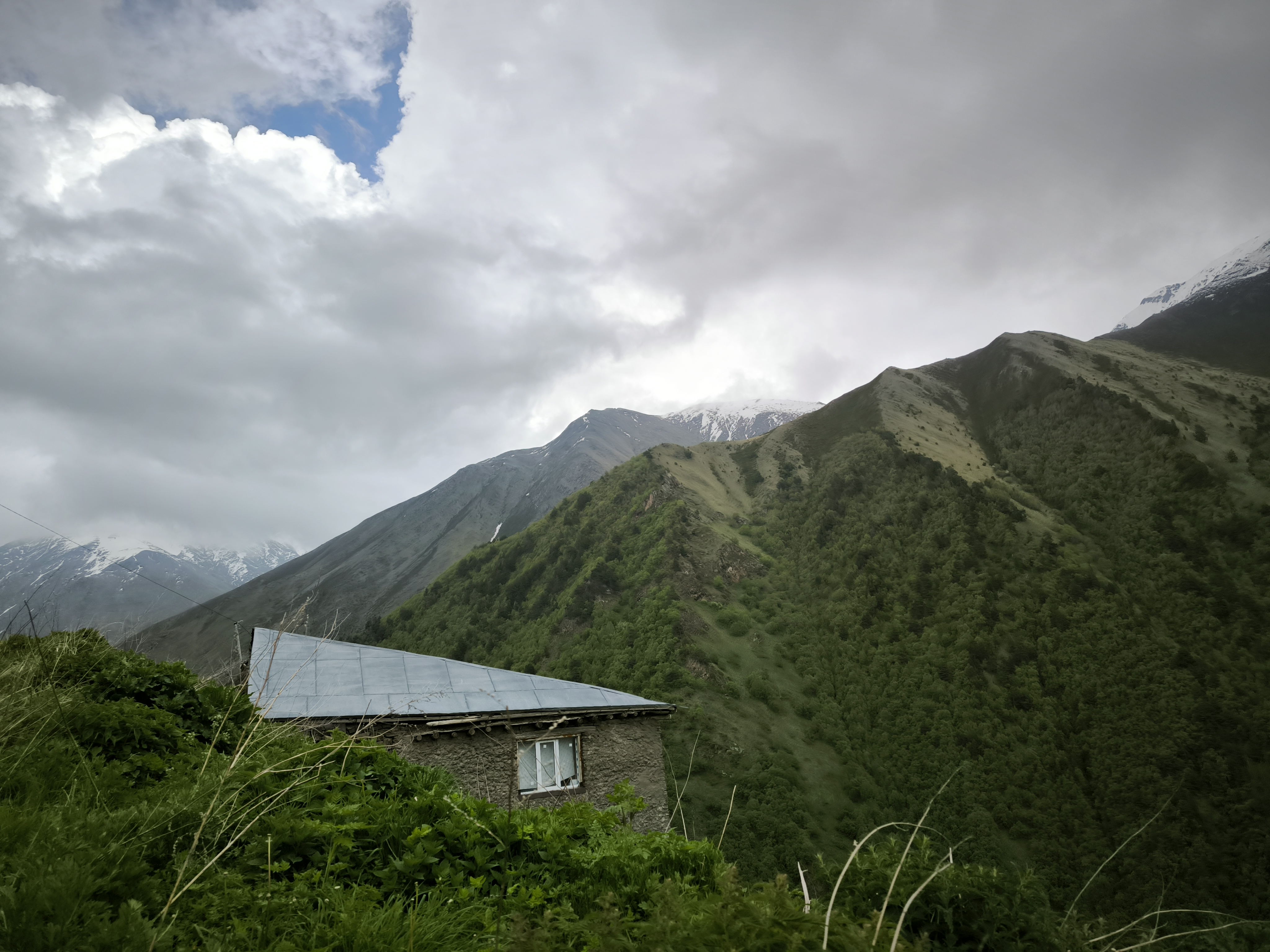
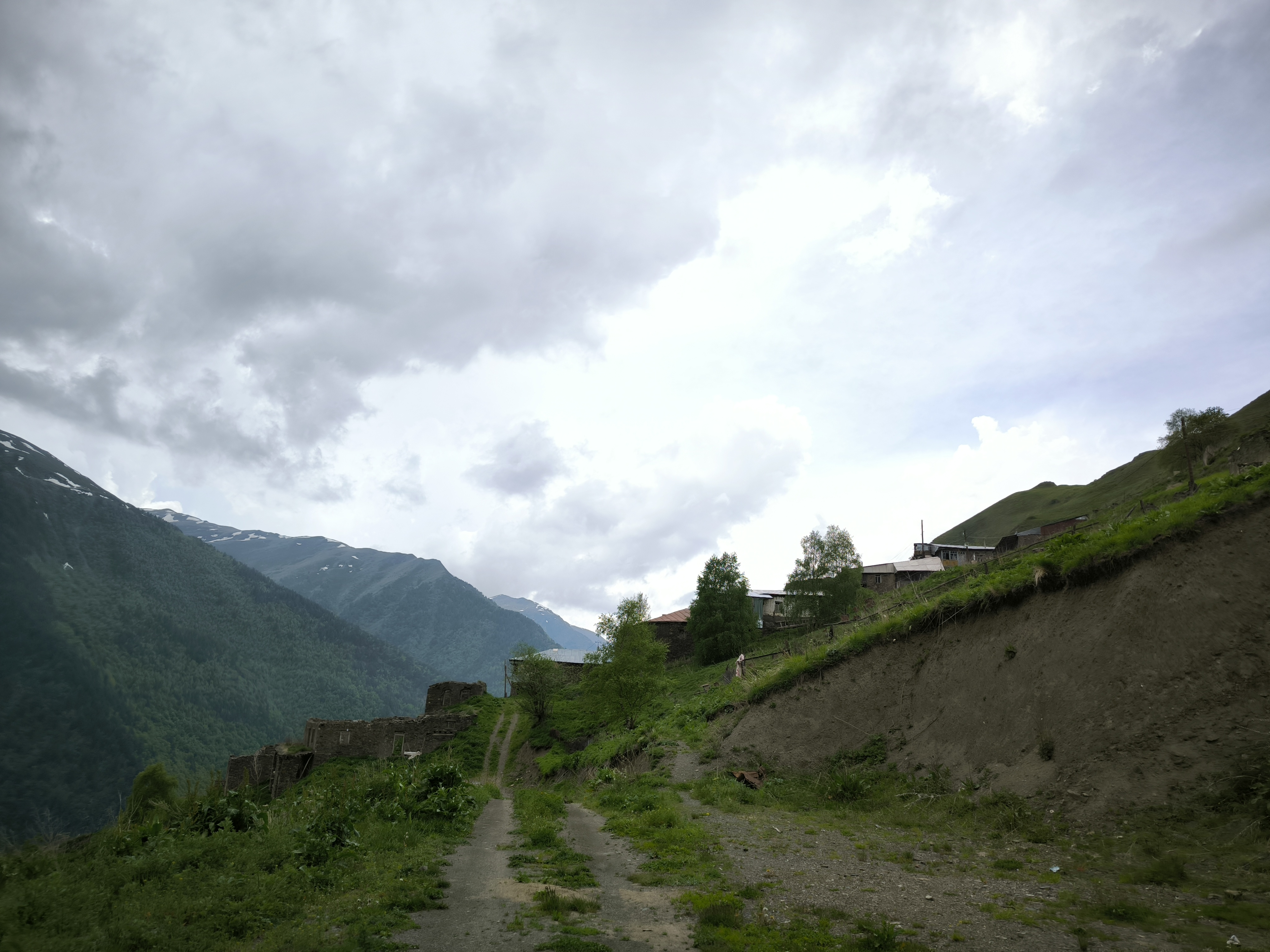
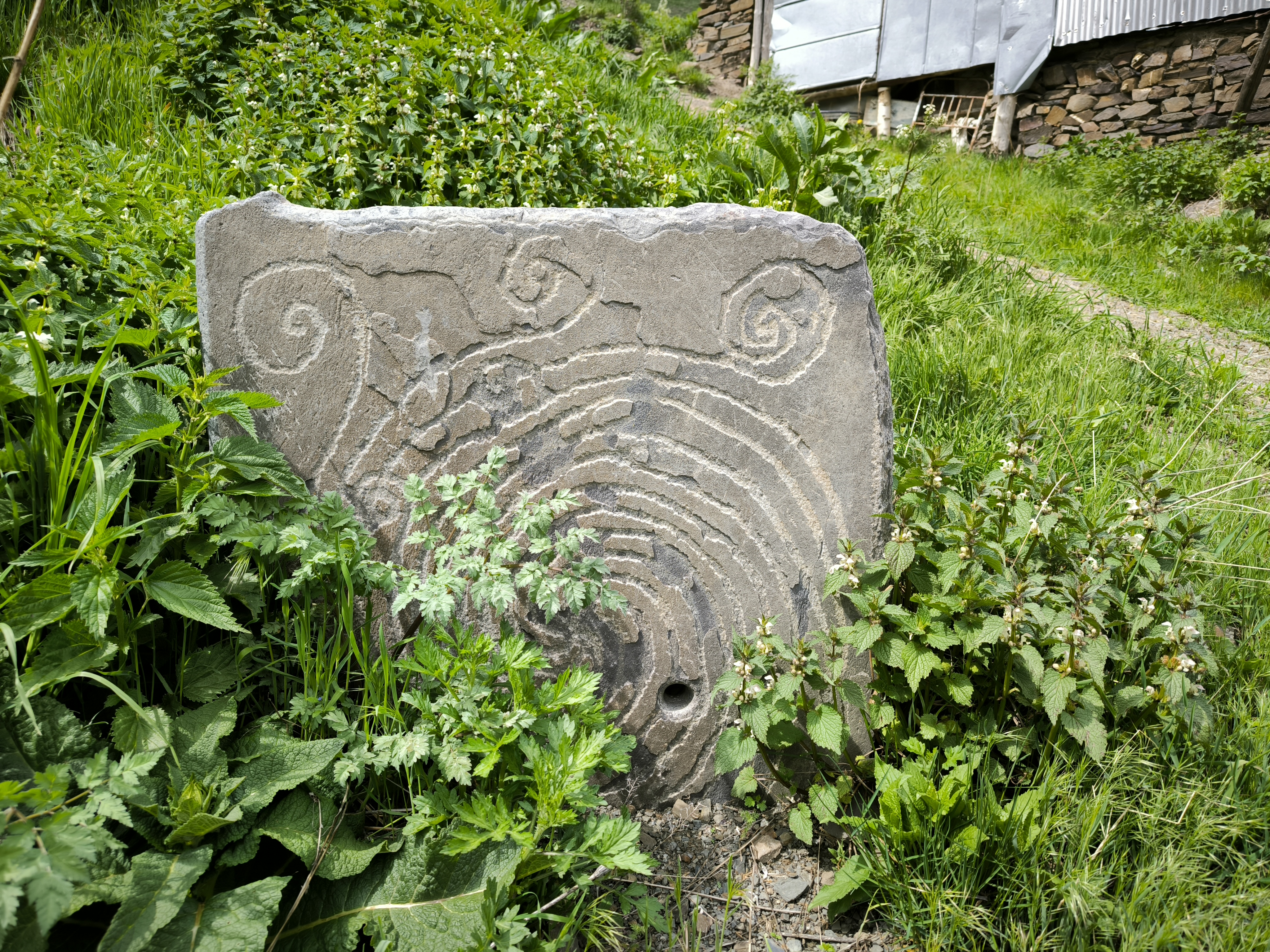
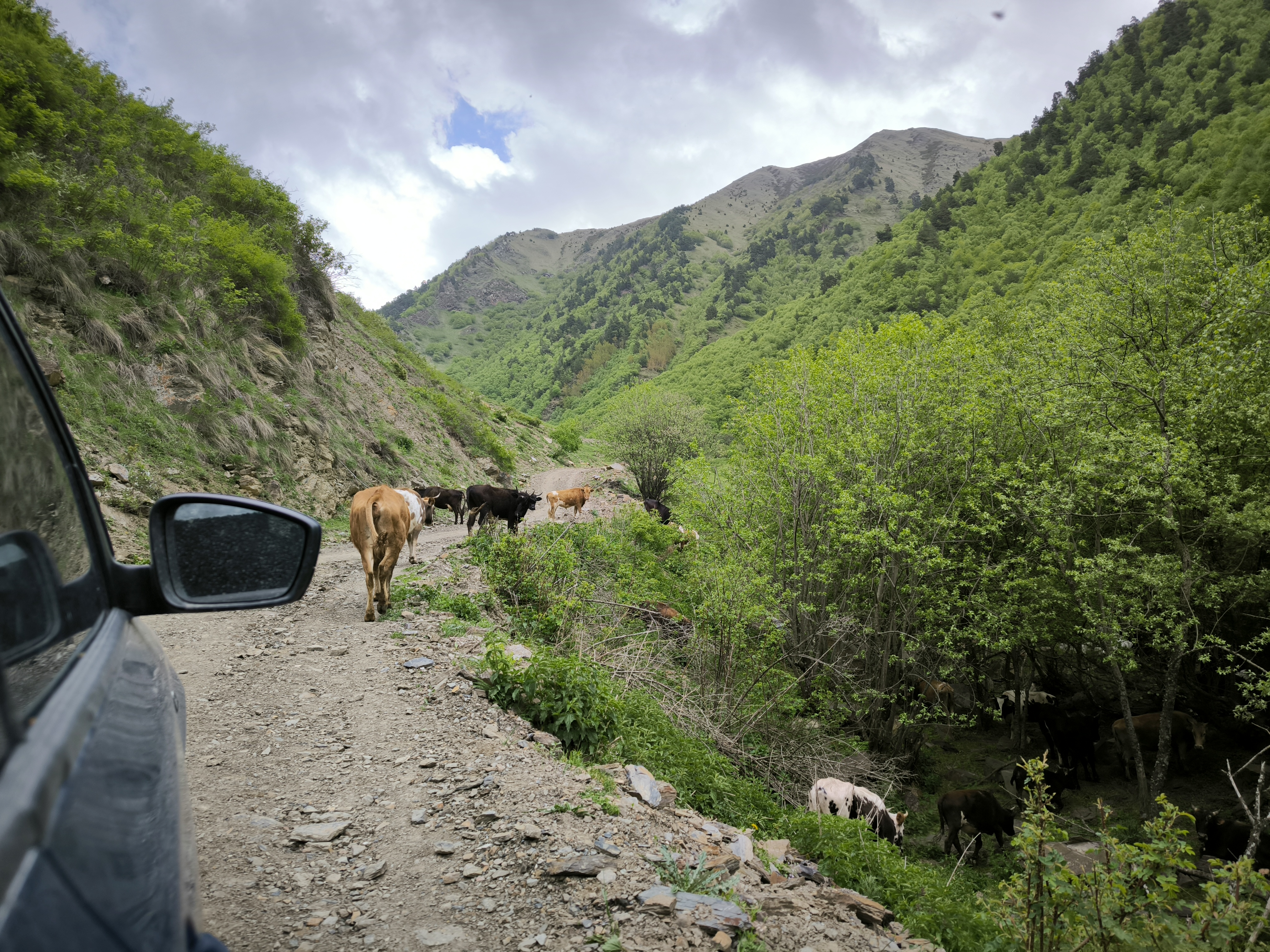

## Население
| 1869 | 1888 | 1895 | 1926 | 1939 | 1970 | 1989 |
| ---- | ---- | ---- | ---- | ---- | ---- | ---- |
| 82   | ↗142 | ↗148 | ↘100 | ↗157 | ↘98  | ↗112 |
| 2002 | 2010 | 2021 |      |      |      |      |
| ↘86  | ↘32  | ↗149 |      |      |      |      |